# Mesquita de Fenari Issa

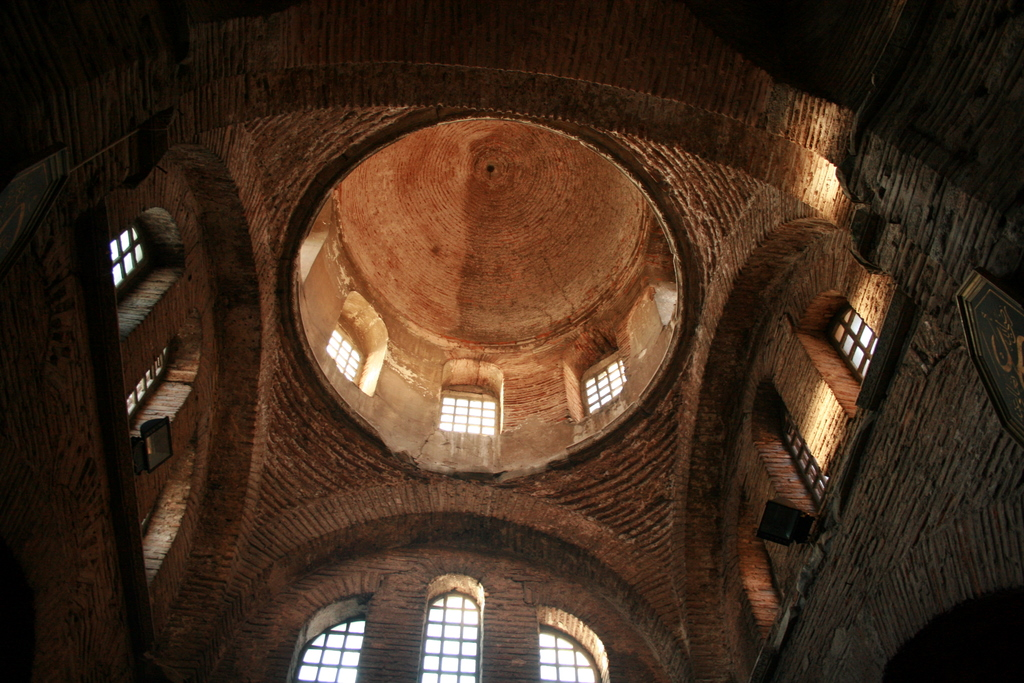
Cúpula da igreja norte

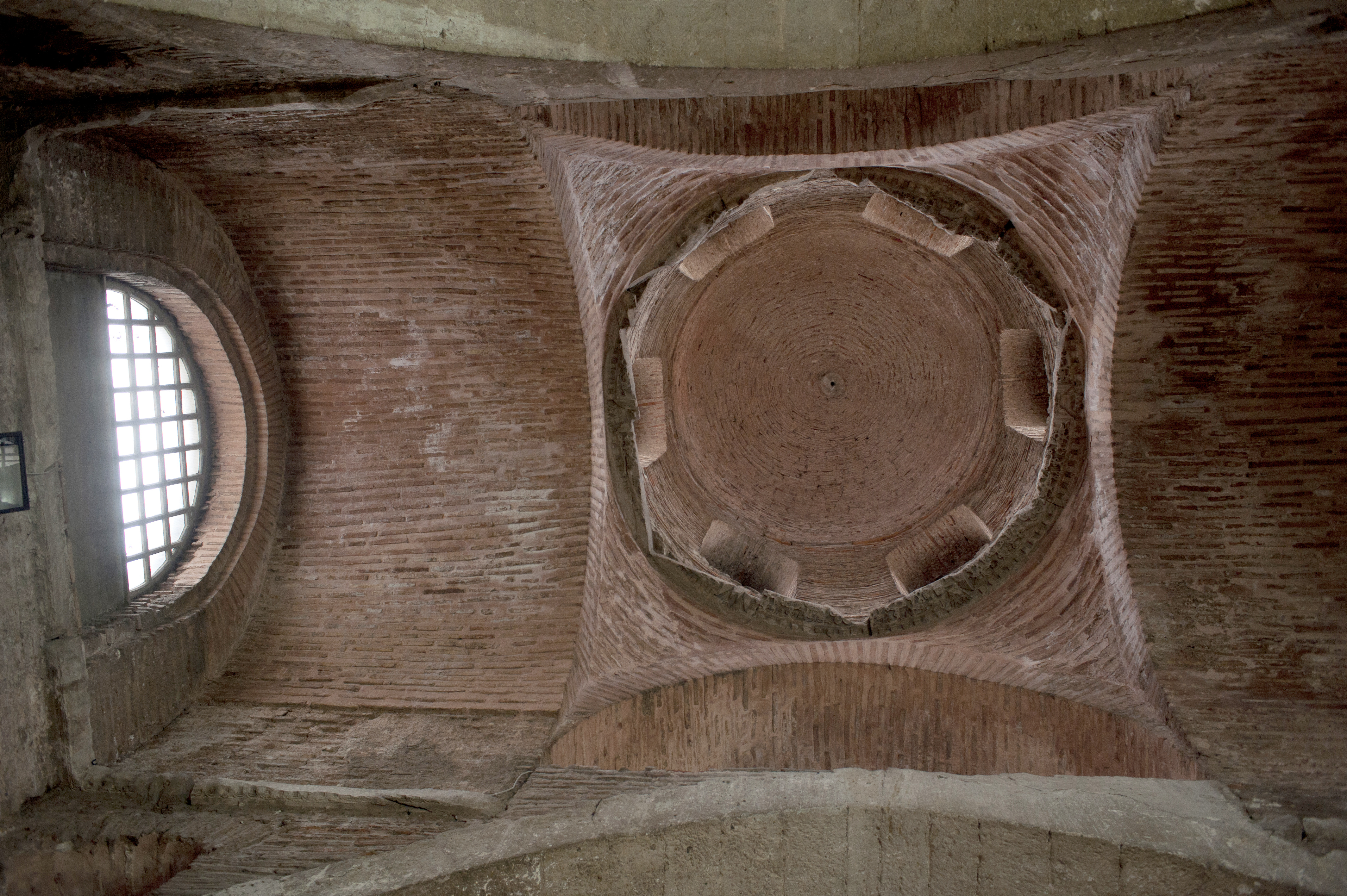
Cúpula da igreja sul

A Mesquita de Fenari Issa (em turco: Molla Fenari İsa Camii), conhecida durante o Império Bizantino como Mosteiro de Lips (em grego: Μονή του Λίψ) ou Mosteiro de Libos (em grego: Μονή του Λιβός), é uma mesquita do distrito de Fatih em Istambul, criada a partir de duas igrejas ortodoxas. Inaugurada pelo almirante Constantino Lips em 907–908 durante o reinado do imperador Leão VI, o Sábio (r. 886–912) sobre as ruínas de um santuário do século VI, tornou-se pelo período um dos maiores conventos de Constantinopla. Sofreu inúmeros incêndios durante o período otomano, tendo sido restaurada em diversas ocasiões.
Foi escavada em 1929, quando descobriu-se diversos artefatos in situ, incluindo sarcófagos de mármore. Sua arquitetura, embora constituindo um exemplo do estilo bizantino tardio, é incomum devido à sua forma de cruz grega e possivelmente foi criada a partir do modelo da Igreja Nova, que havia sido fundada em 880 pelo imperador Basílio I, o Macedônio (r. 867–886). Foi o local onde foram depositadas as relíquias de Santa Irene. Sua decoração, que baseou-se em mosaicos, esculturas e azulejos esmaltados, preservou-se de maneira fragmentada.

## História

### Período bizantino
Em 907–908, o almirante bizantino Constantino Lips[a] inaugurou um convento na presença do imperador Leão VI, o Sábio (r. 886–912). Ele foi dedicado à Virgem Teótoco Panacranto ("Imaculada Mãe de Deus") em um lugar chamado Merdosangáres (em grego: Μερδοσαγγάρης),[b] no vale do Lico, o rio de Constantinopla.[c] Por conta do nome do rio, foi conhecido como Mosteiro de Libos, e tornou-se um dos maiores conventos da capital. Foi construído sobre as ruínas de outro santuário do século VI, e para tal foram usadas as lápides de um antigo cemitério romano. Próximo ao edifício, Lips construiu um xenodóquio (em grego: ξενοδοχείων; romaniz.: xenodocheíon), uma sala para recepção de estrangeiros, com um hospital anexo a ele. Sabe-se que as relíquias de santa Irene foram ali depositadas.
Após a invasão latina e a restauração do Império Bizantino, entre 1286 e 1304, a imperatriz Teodora, esposa de Miguel VIII Paleólogo (r. 1259–1282), erigiu ao sul da primeira a Igreja de Prodromo, que fora dedicada a São João Batista (em grego: Eκκλησία του Αγίου Ιωάννου Προδρόμου του Λίβος).[d] A imperatriz também restaurou o convento, que por esse tempo tinha sido possivelmente abandonado. De acordo com seu tipicon, à época o convento recebeu um total de 50 mulheres e também um xeno (em grego: Ξένων; romaniz.: Xénon)[e] para leigas com 15 leitos. Durante o século XIV, foram adicionados ao edifício um exonártex e um pareclésio, uma capela lateral característica da arquitetura bizantina. Sua última menção antes da Queda de Constantinopla deu-se num relato de um viajante russo à cidade. Após 1453, foi possivelmente usado como cemitério.
Foi o local de sepultamento de alguns dos membros da dinastia paleóloga, incluindo Teodora em 1304, seu filho Constantino em 1306, o imperador Andrônico II Paleólogo (r. 1282–1328) em 13 de fevereiro de 1332, Irene de Monferrato (r. 1294–1317), a primeira esposa de Andrônico III Paleólogo (r. 1328–1341), em 1317 e Ana de Moscou (r. 1403–1417), a primeira esposa de João VIII Paleólogo (r. 1425–1448), em 1417, uma das vítimas de uma grande praga que assolava a cidade.[f] Sabe-se que Andrônico II durante seus últimos dois anos de vida viveu no mosteiro como monge.

### Período otomano
Em 1497–1498, logo após a Queda de Constantinopla e durante o reinado do sultão Bajazeto II (r. 1481–1512), a Igreja de Prodromo (também conhecida como "Igreja Sul") foi convertida em uma pequena mesquita (em turco: mescit) pelo dignitário otomano Fenarizade Alâeddin Ali ben Yusuf Effendi, qadi 'asker da Rumélia, e sobrinho de Molla Şemseddin Fenari, cuja família, que pertencia à classe religiosa dos ulemá, era proprietária do complexo. Ele construiu um minarete na esquina sul, e um mirabe na abside. Adquiriu o nome Isa ("Jesus" em árabe e turco), pois um dos pregadores chefe do madraçal tinha este nome. Sua decoração interna foi provavelmente coberta com reboco e cal.
O edifício pegou fogo em 1633 e foi restaurado em 1636 pelo grande vizir Bairam Paxá (r. 1636–1638), que ampliou-a como uma mesquita (em turco: camii) e converteu a Igreja de Teótoco Panacranto (também conhecida como "Igreja Norte") em uma tekke (alojamento de dervixes). Nesta ocasião suas colunas foram substituídas por pilares, duas cúpulas foram renovadas e um mosaico decorativo foi removido. Após outro incêndio em 1782, o complexo foi restaurado novamente em 1847–1848. Nesta ocasião as colunas da Igreja Sul foram substituídas por pilares e os parapeitos balaustrados do nártex foram também removidos. Incendiada mais uma vez em 1917, acabou sendo abandonado. Durante escavações realizadas em 1929, foram encontrados 22 sarcófagos de mármore bem como diversos fragmentos de ícones de mármore colorido com calcário. O complexo foi completamente restaurado entre os anos 1970 e 1980 pela Sociedade Bizantina da América e deste então serve novamente como uma mesquita.

## Descrição

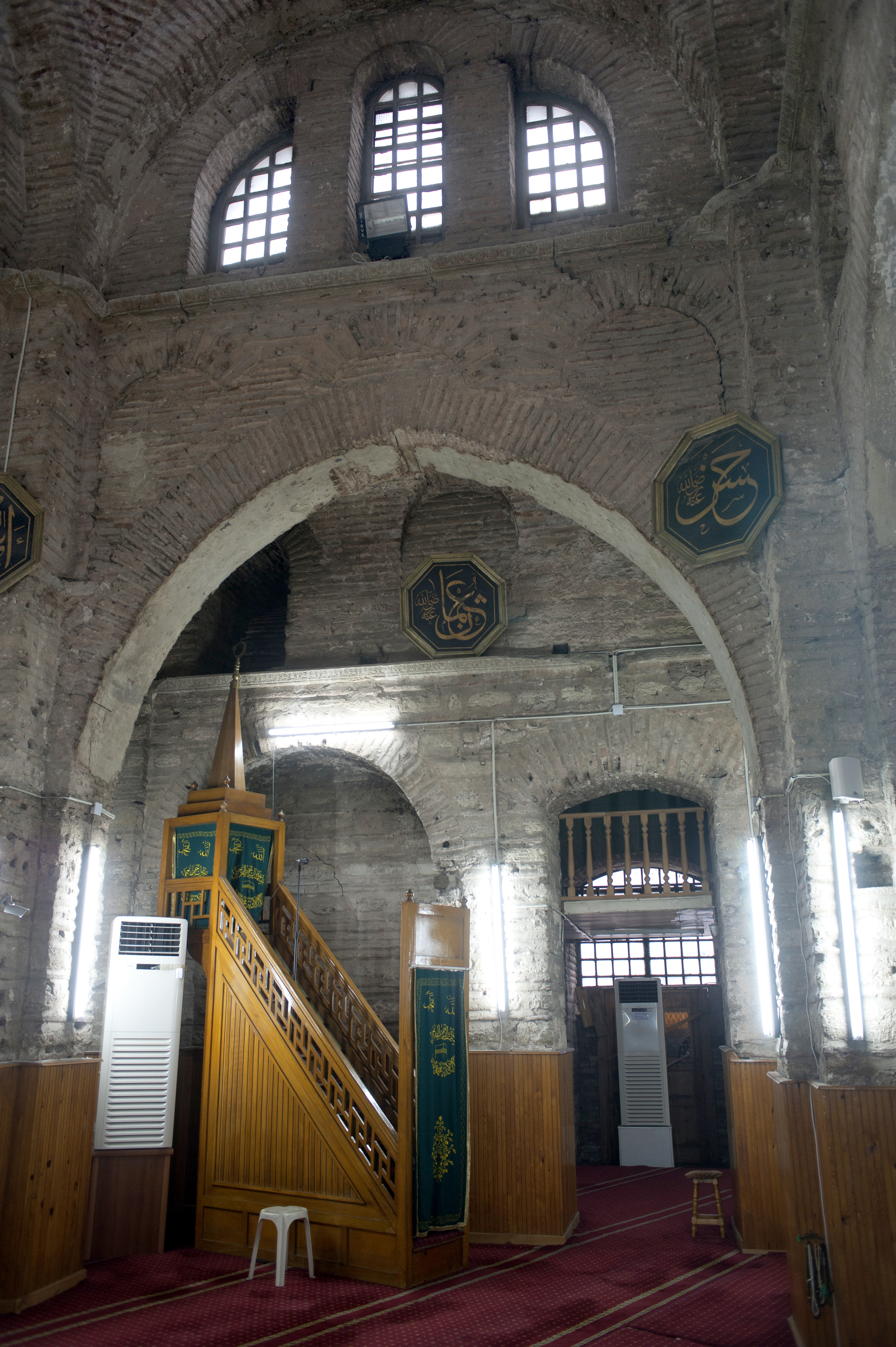
Mimbar de Fenari Issa

O complexo consiste em duas igrejas, de períodos e estilos diferentes, que estão lado a lado e se comunicam através de uma passagem em arco em sua parede comum, bem como na dos seus nártexes. Para mantê-las mais próximas foi adicionado ao complexo um exonártex que percorre todo o lado oeste, assim como uma galeria no lado sul. Mesmo durante o período bizantino, ambas passaram por alterações. Algumas das principais evidências deste processo são o nártex irregular da Igreja Sul e suas capelas assimétricas. Além disso, na parede que os edifícios compartilham há indícios de que foram construídas diferentes estruturas.

### Igreja norte
A Igreja Norte tem uma peculiar planta quincunce (cruz grega), e foi uma das primeiras em Constantinopla a adotar esta forma, cujo protótipo é possivelmente a Igreja Nova, erigida na cidade em 880, e da qual nenhum vestígio sobreviveu. Suas dimensões são pequenas: a nave tem 13 metros de comprimento por 9,5 de largura. A alvenaria fez-se através de cursos alternados de tijolos e pequenos blocos de pedra áspera. Nesta técnica, típica da arquitetura bizantina do século X, os tijolos afundam em uma espessa camada de argamassa. Interna e externamente, suas paredes foram revestidas com lajes de mármore. A porta central exterior originalmente possuía um alpendre.
Tinha quatro colunas que foram substituídas durante o período otomano por arcos de ogiva que abrangem toda a igreja. É coberta por uma cúpula otomana[g] perfurada por oito janelas com linteis. A cornija é de estilo turco típico. O bema é quase quadrado e é coberto por uma abóbada de berço formada a partir de uma prolongação do arco oriental da cúpula; a abside central é iluminada através de uma janela lanceta tripla. Esta abside foi flanqueada por outras duas que serviram como pastofórios (em latim: pastophoria; singular: pastophorium): a prótese e o diacônico, os equivalentes ortodoxos da sacristia. Além destas há ainda outras duas, uma no norte e outra no sul, que se projetam para além do resto da estrutura. A primeira foi demolida pelos otomanos, enquanto a última faz parte da Igreja Sul.

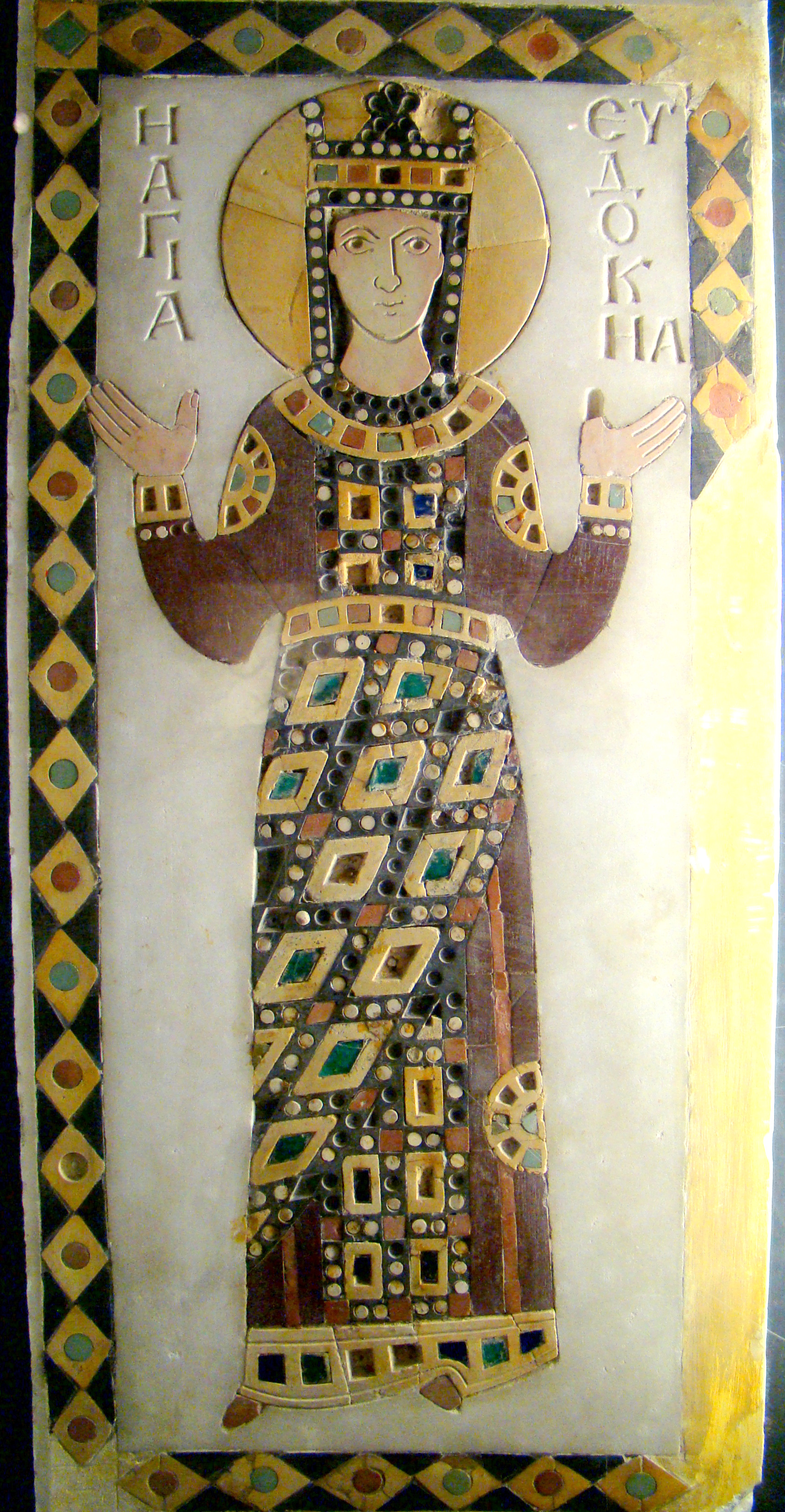
Intasia de opus sectile da imperatriz Eudócia como santa; século X ou XI. Antes na igreja, agora no Museu de Istambul

A Igreja Norte é precedida por um nártex em três tramos cobertos por abóbadas de aresta suportadas em arcos transversais que em suas extremidades possuem nichos semicirculares. O nicho norte está intacto, enquanto do sul restam apenas as cabeças arqueadas; a parte inferior deste foi retirada para abrir caminho para a construção do nártex da Igreja Sul. Uma torre com uma escadaria presumivelmente de madeira, situada ao sul do nártex, dava acesso a seu segundo andar que funcionou como uma galeria; possivelmente este andar também foi acessado pelo exterior através de passagens nas mísulas. Neste nível há quatro pareclésios agrupados no entorno da cúpula.
Os pareclésios são baixos e encimados por abóbadas de aresta que elevam-se à mesma altura das câmaras angulares, entre as quais a abside central eleva-se interna e externamente. Possuem nichos arqueados em três lados e os longos arcos do bema são flanqueados por dois nichos semicirculares. Eles são iluminados por pequenas janela unitárias. Dois pareclésios adicionais estavam presentes, flanqueando o prótese e o diacônico. O pareclésio norte não existe mais e apenas os restos de sua abside sobreviveram. A abside trifacetada e o tramo oriental do pareclésio sul sobreviveram parcialmente como parte do corredor norte da Igreja Sul.
Os remanescentes da decoração original são as bases de três das quatro colunas do tramo central, e muitos elementos decorativos originais (mainéis, cornijas, mísulas, etc.) que sobrevivem nos pilares das janelas e na estrutura da cúpula. A decoração consistia em painéis de mármore e azulejos esmaltados coloridos com ornamentos geométricos e florais: as abóbadas foram decoradas com mosaicos. Além disso esculturas (águias, pavões, bustos, rosetas, cruzes, plantas fantásticas, folhagens e palmeiras) também estiveram presentes na decoração e sobreviveram como fragmentos tanto nas cornijas como na moldura das janelas. Como um todo, a Igreja Norte apresenta fortes analogias com a Mesquita de Bodrum (o Mireleu).

### Igreja Sul

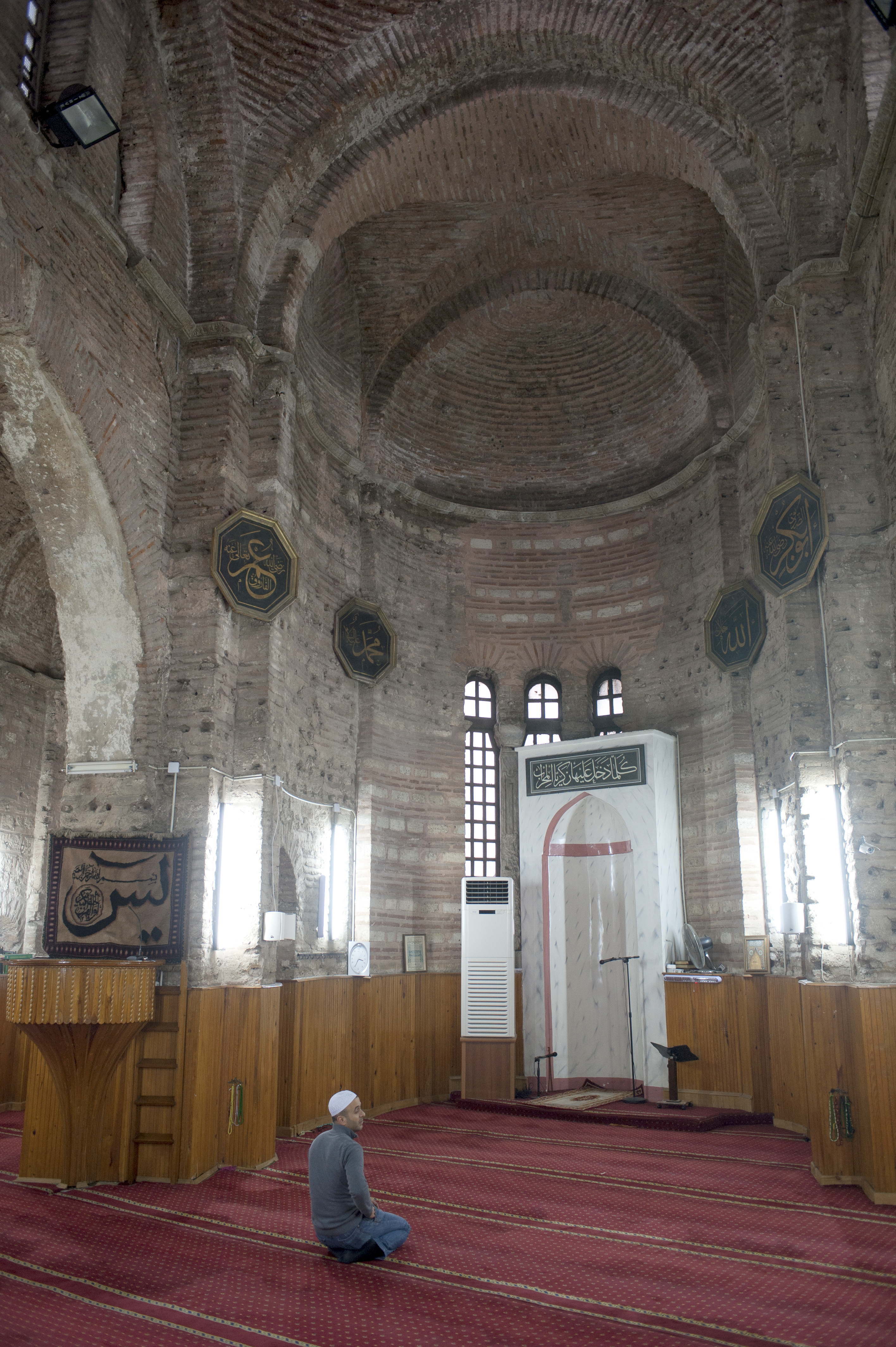
Mirabe da Igreja Sul

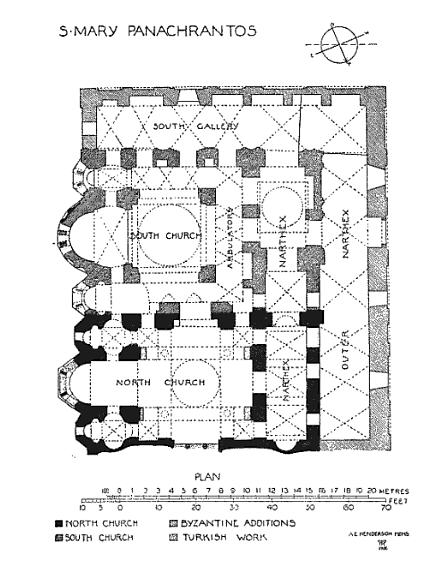
Plano da Mesquita de Fenari Issa

A Igreja Sul situa-se na fachada sul da igreja norte e seu plano é do tipo ambulatório. A alvenaria é composta por cursos alternados de tijolo e pedra, similares aqueles do outro edifício. Os tijolos são dispostos para formar padrões como arcos, ganchos, meandros, cruzes solares, suásticas e leques. Consiste em um núcleo central quadrado com tramo e cúpula, envolvido em três lados por um deambulatório, com janelas triplas nas paredes; seus ângulos possuem abóbadas de aresta. Cada parte do deambulatório divide-se em três tramos cobertos por abóbadas de aresta cujo saimel no núcleo central corresponde às colunas. Arcadas triplas originalmente separaram-o do deambulatório e preencheram a área mais baixa dos arcos da cúpula.
Os tímpanos destes arcos foram perfurados a norte, sul e oeste por três janelas que foram cobertas por cal. A abside central é coberta por uma abóbada de aresta e em cada lado possui um nicho segmental superficial cuja cabeça eleva-se acima da cornija. É iluminado por uma grande janela tripla e flanqueada por dois pareclésios. O sul é similar à abside central, enquanto o norte é mais amplo e coberto por abóbadas de berço. O bema projeta-se a partir de uma extensão do núcleo central e possui uma abside. É iluminado por uma grande janela tripla e no exterior projeta sete facetas. Seu piso é pavimentado com mármore, enquanto o restante do recinto, com a técnica opus sectile.
A nave é precedida por um nártex assimétrico com dois tramos diferentes. A norte é coberta por uma abóbada de aresta de ripa e gesso que possivelmente imita a original feita de tijolo. A parte sul, separada de seu associado por um arco amplo, é uma câmara alongada reduzida a aproximadamente um quadrado através dos arcos amplos de suas extremidades e da configuração dos arcos da parede da cornija; esta configuração sugere que foi encimado por uma pequena cúpula com tambor. Uma porta na parede oriental dá acesso ao corredor norte, enquanto outras duas passagens, divididas por um pilar, dão acesso, respectivamente, à sua nave e ao seu corredor sul.

### Perambulatório e área externa
Quando o santuário erigido por Teodora começou a ser usado como mausoléu para os membros da família paleólogo, utilizou-se seu deambulatório e seu nártex como local para as sepulturas. De modo a ampliar o espaço, um perambulatório, composto por uma galeria ao sul e um exonártex que compreende toda a lateral oeste, foi adicionado ao complexo. Os sarcófagos foram colocadas em arcossólios em suas paredes havendo, como sugerido por fragmentos encontrados, uma decoração rica em afrescos.
Este perambulatório foi coberto por abóbadas de aresta desprovidas de arcos transversais. A parede sul, que correspondia à parte externa original, é dividida em dois tramos com arcos duplos ou triplos de tijolo e nichos nos pilares mais amplos. Suas fachadas oeste e sul possuem arcadas simples e dupla, respectivamente, enquanto contra a norte foram construídas casas turcas. A leste encontram-se as projeções externas de todas as absides. Uma inscrição em mármore comemorando a construção da igreja norte percorria toda a fachada leste quando completa, incluindo as projeções.

## Galeria

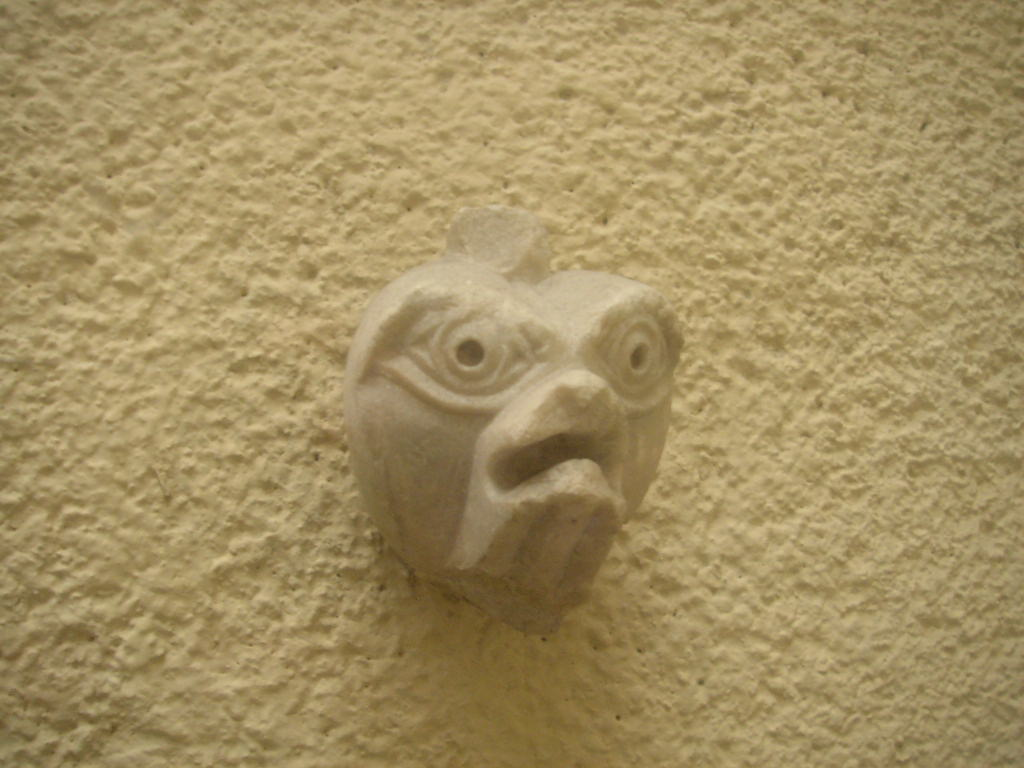
Fragmento dum relevo da Igreja Norte
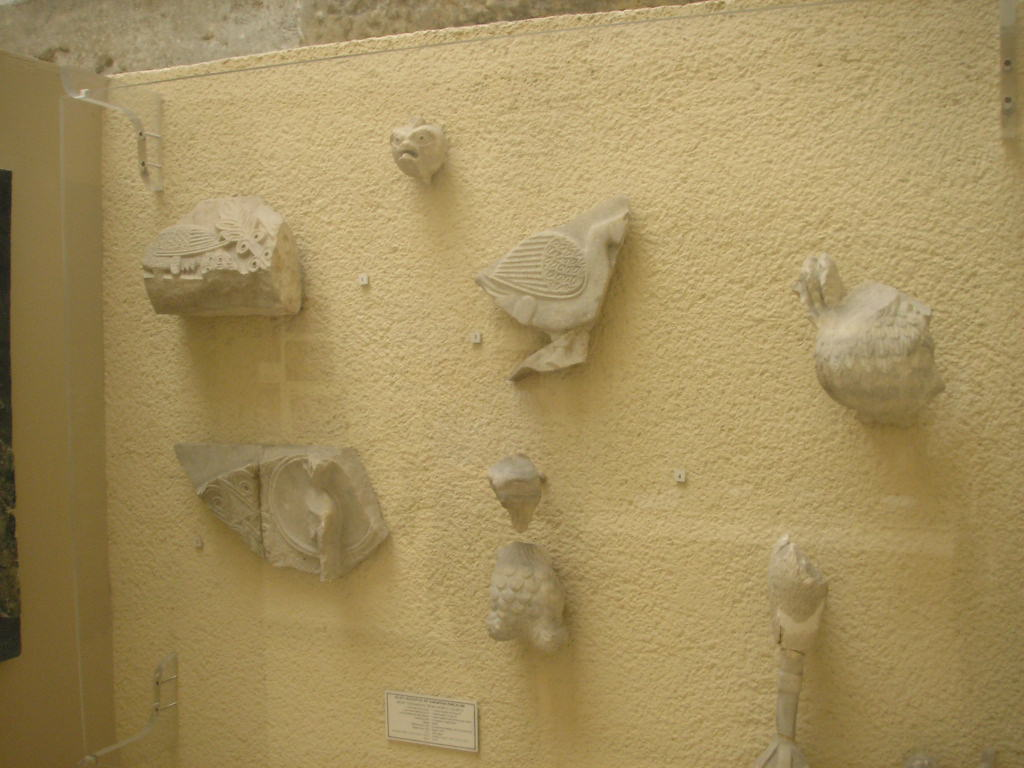
Fragmentos bizantinos da Igreja Norte
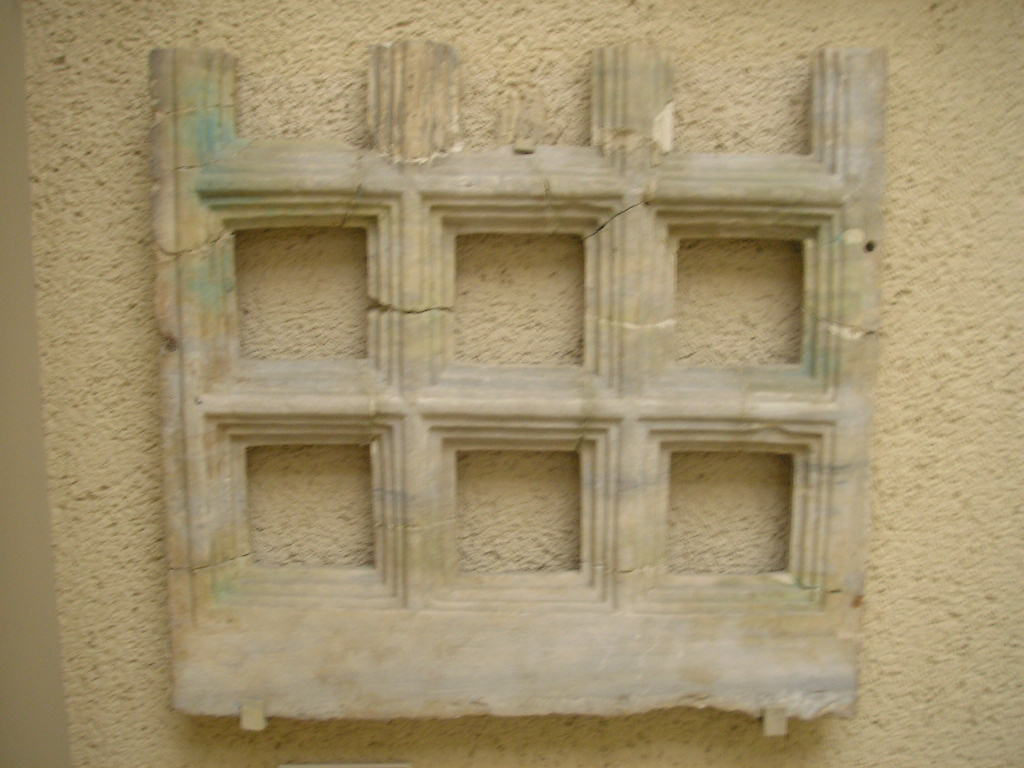
Fragmento de uma janela
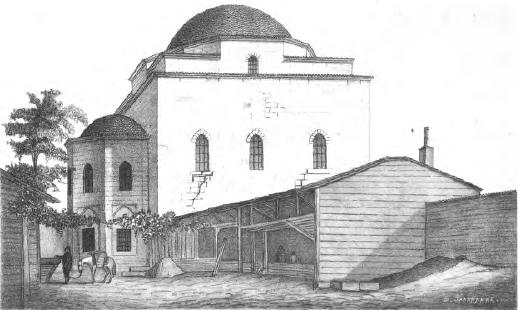
Desenho da mesquita em 1877